# Лорд Волдемор
Лорд Волдемор (енгл. Lord Voldemort; 31. децембар 1926 — 2. мај 1998), рођен као Том Марволо Ридл (енгл. Tom Marvolo Riddle), је измишљени лик и главни антагониста у серији књига „Хари Потер“, британске списатељице Џ. К. Роулинг. Први пут се појавио у првом роману серије „Хари Потер и камен мудрости“, а, или лично или уз помоћ флешбекова, појавио се и у свим осталим романима серије, сем трећем, „Хари Потер и затвореник из Аскабана“. Из страха, скоро нико га не ословљава његовим правом именом, уместо којег се користе конструкције „Знаш-већ-ко“ и „Онај-који-се-не-сме-именовати“. Његови поданици га називају Мрачним господаром. Према анкети у којој је 2006. учествовало 16.000 британске деце, Волдемор је њихов омиљени антагониста из дечје књижевности икада.

## Биографија

### Порекло
Волдемор је, са мајчине стране, потомак Салазара Слитерина, једног од оснивача Хогвортса, школе за вештице и чаробњаке. Слитерин је живео у 10. веку. Он се залагао да се предавање забрани деци нормалског порекла, јер, по његовом мишљењу, они нису чаробњаци. Међутим, Слитериново презиме је кроз векове изумрло, мада су потомци опстали. У време Волдеморовог рођења, презивали су се Испијени (The Gaunts). Три преостала Испијена тада су били Марволо и његова деца Морфин и Меропа. Они су живели у великом сиромаштву, јер су до тог времена сва Слитеринова блага већ била нестала. Једине две преостале драгоцености биле су његов медаљон, као и прстен који је припадао Певереловима, такође Волдеморовим прецима. Испијени су становали у колиби у близини градића Мали Хенглтон. Отац и син су били опседнути својом чистокрвношћу (чисто чаробњачком пореклу), мрзели су Нормалце и малтретирали Меропу, верујући да је Поруга, тј. да не може да изводи чаролије. Једног дана је Морфин је напао Нормалца Тома Ридла, потомка богате породице из Малог Хенглтона. Отац и син су заробљени и одведени у затвор Аскабан, јер је Марволо заједно са сином напао чиновнике Министарства Магије који су дошли да спроведу правду. Меропа је била слободна од њихове тортуре и успела је да развије своју магију, потиснуту непрестаним малтретирањем. Тада је она направила љубавни напитак који је дала Тому Ридлу, у кога је дуго била тајно заљубљена. Ридл и она су побегли из Хенглтона изазвавши велики скандал. Након неког времена, Меропа је затруднела и престала да користи љубавни напитак, верујући да се њен муж до тада већ и сам заљубио у њу. Међутим, он ју је оставио, и то у правом сиромаштву. Да би се прехранила, продала је једину драгоценост, Слитеринов медаљон, и то по бедној цени. На новогодишње вече је родила сина у једном сиротишту, где су је примили. Рекла је да дечаку буде име Том (по оцу) Марволо (по деди) Ридл. Убрзо је умрла.

### Детињство и младост
Том Ридл је одрастао у сиротишту. Врло млад је постао свестан своје магије и користио ју је да би се осветио свима који су му се замерили. Малтретирао је другу децу и крао им ствари. Када је имао 11 година, посетио га је Албус Дамблдор, у то време наставник преображавања на Хогвортсу. Објаснио му је да је чаробњак и да може да дође у школу магије. Ридл је био неизмерно срећан, јер је то потврдило да је он посебан. Како је Дамблдор приметио, био је гладан моћи и мрзео је све што га повезује са обичним људима, чак и своје име. Том је одбио Дамблдорову понуду да га отпрати до Дијагон алеје како би купио школске ствари, и тако испољио своју навику да све ради сам. Открио је Дамблдору неке своје способности, између осталог да прича са змијама. Дамблдор је био зачуђен дечаковом зрелошћу и развијености његове магије, и одлучио је да ће мотрити над њим. Упозорио га је да ће делинквентност на Хогвортсу бити кажњена.
Ридл је на Хогвортсу разврстан у кућу свог претка, Слитерин. Био је скроман и талентован, па је успео да задобије симпатије свих наставника, осим Дамблдора. Током школовања је покушао да открије порекло свог оца, јер је знао да носи његово име. Сматрао је да је он морао бити чаробњак, а не његова мајка, јер је мислио да је смрт највећа људска слабост и да вештица не би тако лако умрла. Међутим, после година истраживања, схватио је да његов отац није био на Хогвортсу. Зато се окренуо мајчиној страни, и после доста мука сазнао за Испијене. У то време је имао шеснаест година. Отпутовао је у Мали Хенглтон и нашао свог Нормалског оца и бабу и деду. Користећи клетву Авада кедавра, убио их је, тако се осветивши оцу који га никад није желео. Затим је пронашао кућу Испијених и у њој затекао јединог преосталог члана, свог ујака Морфина. Ридл га је онесвестио, изменио му сећања тако да мисли да је он убио Ридлове, и узео му прстен Певерелових. Морфина су ухапсили чаробњаци, и он је признао кривицу. Отпремљен је у Аскабан, где је и умро.
На Хогвортсу је Ридл око себе окупио верну групу следбеника. Они му нису били пријатељи, јер их он никада није желео. Само су га следили, дивећи му се због умећа и окрутности. Извели су много злочина на Хогвортсу, мада их никад нису открили. Том Ридл је успео да отвори Дворану тајни, скривену одају унутар замка коју је саградио Слитерин. У њој је пронашао базилиска, дивовску змију, чији је задатак био да из школе одстрани сву децу нормалског порекла. Убијена је једна девојчица. Међутим, када је чуо да ће због тога затворити школу, Ридл је престао са нападима. Њему је Хогвортс значио све, то је било једнино место где се осећао као у своме дому. Дамблдор је чак претпоставио да му је школа била дража од иједне особе. Том је наместио кривицу за отварање Дворане Рубеусу Хагриду, тада ученику треће године, будућем члану Реда феникса. Како је Хагрид, иначе доброћудан, био познат по својој фасцинацији за чудовишта, нико се није потрудио да даље испитује. Ридл је због тога добио плакету за специјалне услуге школи.
Од професора Пужорога, Ридл је сазнао за хоркруксе. То су предмети мрачне магије у које човек ставља део своје душе. Душа се цепа убиством, а затим се похрањује у хоркрукс чинима. Ако је тело нападнуто, особа не умире, али живи у облику сличном утвари. Идеја о таквом постојању је била одбојна већини чаробњака, па није било много хоркрукса. Међутим Ридл, који је желео да буде бесмртан више него ишта друго, већ у школи је направио један хоркрукс убиством девојчице када је отворена Дворана тајни. Отргнут део душе је похранио у свој стари дневник у ком је записао како је открио Дворану. После убиства свог оца, још један део душе је похранио у прстен Певерелових. Био је први чаробњак који је направио више од једног хоркрукса.
Мрзећи своје име, а поготово након што је открио ко му је отац, Том Марволо Ридл је одлучио да себи нандене ново, по којој ће бити познат чаробњачкој заједници. Створио га је као анаграм свог имена (енгл. Tom Marvolo Riddle - I am Lord Voldemort, ја сам Лорд Волдемор).

### После Хогвортса
Волдемор је затражио позицију наставника чим је завршио Хоговртс. Тадашњи директор, професор Дипет, му је рекао да је са 18 година превише млад, али да свакако може да се врати касније, кад стекне животног искуства. Сви су очекивали да се Волдемор запосли у Министарству Магије, јер је био врло моћан и талентован. Међутим, он се запослио у радњи за предмете црне магије, „Код Борџина и Беркса“. Тако је могао да стиче даља знања о мрачној магији. Једном приликом је сазанао да Хепсиба Смит, стара богата вештица, поседује шољу Хелге Хафлпаф, још једног оснивача Хогвортса, као и Слитеринов медаљон, који је купила од Борџина и Буркса, где им га је Меропа продала. Волдемор је убио Хепсибу и украо јој шољу и медаљон. Због своје застрашујуће тежње ка бесмртношћу, и њих је претворио у хоркруксе. Та судбина је такође задесила и дијадему Ровене Рејвенкло, трећег оснивача, коју је нашао у скривеном месту у Албанији. Због сталног цепања душе, све више је губио људски лик.
Волдемор је ускоро обзнанио своје намере да уклони чаробњаке нормалског порекла. Многи чистокрвни чаробњаци су га подржавали у томе, док није постало јасно да он мисли на сурово убијање, и да притом хоће да освоји власт над целим светом чаробњака. У томе га је пратила верна група следбеника, познатијих као Смртождери. Неки од њих су били са њим још од Хогвортса, а нови су се стално прикључивали.
Покушавши опет да постане наставник на Хогвортсу, Волдемор је отишао на састанак са Дамблдором, који је у међувремену постао директор. Он га је оштро одбио јер је Волдемор већ тада показао своју праву природу. Ипак, тада је искористио долазак на Хогвортс да тамо сакрије дијадему Рејвенклоове. Такође је бацио проклетство на место наставника Одбране од Мрачних вештина, које је желео. Ниједан наставник није издржао на том месту дуже од годину дана.
Волдемор је у то време већ прешао у отворен рат против чаробњака који су му се супротстављали. Била су то тешка времена, свакодневно су Смртождери убијали Нормалце и своје противнике. Дамблдор је основао Ред феникса, чији је задатак био борба против Волдемора. Ред тада није успео да пружи значајнији отпор.

### Први пад
Било је питање времена кад ће Волдемор преузети власт. Једне вечери касне 1979. године Сибили Трелони је прорекла пад Мрачног господара од стране дечака рођеног на крају јула. То дете ће изродити људи који су три пута пркосили Волдемору. Уз помоћ свог шпијуна Северуса Снејпа Волдемор је сазнао почетак пророчанства. Постојала су два дечака која су одговарала опису - Хари Потер и Невил Лонгботом. Волдемор је изабрао Харија за своју опасност. Након што их је Питер Питегру издао, сазнао је где се крију Потерови. Волдемор је на Ноћ вештица, 31. октобра 1981. отишао у Годрикову Долину. Прво је убио Џејмса Потера и нареодио Лили Потер да се склони од синовљеве колевке како би могао да га убије. Она је одбила. Волдемор ју је убио и бацио клетву на Харија. Како му је мајка дала магијску заштиту јер је умрла да би га спасла, клетва се одбила од Харија и вратила на Волдемора. У нормалним околностима би умро, али је био заштићен својим хоркруксима. Тело му је уништено, а један део душе се, без Волдеморовог знања, откинуо од целине и прикачио за Харијеву. Неки Смртождери су ухапшени, а други су се правили да су били зачарани, и тако су избегли затвор.
Волдемор је нашао уточиште у албанским шумама. Тамо је у облику утваре провео десет година док га није, на својим путовањима, пронашао професор Квирел, који је предавао на Хогвортсу. Волдемор је запосео његово тело и био му друго лице на потиљку. Преко Квирела је покушао да украде Камен мудрости, супстанцу која би му повратила тело. Међутим, у томе га је спречио Хари Потер, тада једанаестогодишњак, још увек под мајчином заштитом. Како је Квирел умро, Волдемор је следеће две године поново обитавао у Албанији. Тамо га је пронашао некадашњи слуга Питер Петигру, бежећи од својих бивших пријатеља. Уз помоћ напитка који је у себи садржао змијски отров, Волдемор је успео да створи себи неку врсту полутела. У то време је од своје змије Нагини створио последњи хоркрукс.
Знао је да постоји напитак који га може вратити, али његови састојци су кост оца, месо слуге и крв непријатеља. Зато је Волдемор отпутовао у бившу кућу Ридлових. За крв непријатеља хтео је лично Харија Потера, па је чекао још годину дана не би ли његов слуга на Хогвортсу, Барти Чучањ, успео да га пошаље у Мали Хенглтон. Када је овај то урадио, Волдемор се вратио у своје тело узевши кост Тома Ридла, месо од Петигруа и Харијеву крв. Окупио је Смртождере, и, након што их је прекорио за неверство, организовао двобој са Харијем. Захваљујући идентичној сржи у његовом и Харијевом штапићу, није могао да га убије. Хари је побегао.

### Други пад
Министарство Магије је одбило да поверује да се Волдемор вратио. Министар Корнелијус Фаџ је мислио да Дамблдор, који је обзнанио Волдеморов повратак захваљујући Харију, хоће да му преотме позицију. Због тога је свима говорио да нема опасности и да су Дамблдор и Хари лажови. Дамблдор је поново основао Ред феникса за борбу против Смртождера.
Желећи да чује пророчанству Трелонијеве до краја, Волдемор је провео још годину дана пажљиво спремајући упад у Министарство где је постојала копија. Међутим, Смртождери су откривени и Ред феникса, који је чувао пророчанство, отпочео је двобој са њима. Тада је Волдемора у Министарству видео и Корнелијус Фаџ и најзад поверовао у његов повратак. Пророчанство је нестало и Волдемор га није чуо. Чаробњачку заједницу је поново обузео страх јер су се обновила опасна времена.
Волдемор је следеће године успео да организује убиство Дамблдора. Међутим, био је преварен. Дамблдора је убио Северус Снејп, тада већ двоструки агент који је радио за њега. Њих двојица су већ били испланирали то убиство јер је Дамблдор тад већ умирао од последица клетве. Убрзо је Волдемор освојио и Министарство Магије и почео поново прогонити чаробњаке нормалског порекла.
Његов последњи велики циљ био је убиство Харија Потера. Зато је тражио моћан штапић. Мислио је да је успео када се докопао Старозовног штапића, за којим је месецима трагао у иностранству. Међутим, није био његов прави господар. Штапић је некад био Дамблдоров, али је нови господар постао Драко Мелфој који је покушавао да убије Дамблдора по Волдеморовом наређењу. Затим је Хари разоружао Мелфоја и тиме сам постао господар Старозовног штапића. Хари и Дамблдор су сазнали за хоркруксе. За Дамблдоровог живота уништили су два, дневник и прстен. Хари и његови пријатељи Рон Визли и Хермиона Грејнџер су уништили медаљон, шољу и дијадему. Невил Лонгботом је убио змију, а сам Волдемор је не знајући уништио део своје душе у Харију погодивши га смртном клетвом коју је поново преживео. У одлучујућој бици за Хогвортс штапић се окреће против Волдемора и клетву усмерену ка Харију враћа на њега самог. Тако је Лорд Волдемор погинуо.

## Личност
У младости је Волдемор био висок и мршав, али такође и врло згодан младић. Имао је црну косу и очи и био је врло блед. Како је стварао све више хоркрукса, људски лик му је нестајао. Кожа му је постала бела као костур, уместо носа је имао само два процепа попут змије, а очи су му биле црвене са вертикалним зеницама. Глас му је постао пискав и хладан. Такође је неколико пута напоменуто да има ненормално дугачке пауколике прсте, мада се не зна да ли су и они последице преображаја.
Волдеморове главне карактеристике су велика магијска вештина, окрутност, препреденост, надменост и мржња према Нормалцима и чаробњацима нормалског порекла. Ова последња је посебно занимљива, јер нисам Волдемор није чистокрван, већ полукрван чаробњак. Окрутност је исказао безброј пута, јер је убијао хладнокрвно и без савести, и исто тако мучио људе. Његова лукавост је такође велика, мада се десило да због надмености заборави неке грешке из своје прошлости, што му се касније осветило. Према Дамблдору, његова највећа слабост је што занемарује љубав, као најважнију врсту магије. Ово се показало када је занемарио магијску заштиту Харија коју му је дала мајка из љубави према њему. Такође, он није могао да запоседне Харија, јер његова осакаћена душа не може да поднесе да буде уз душу која је цела и може да воли. Волдемор никада није имао пријатеље, нити их је икада желео. Највише се плаши смрти. Обично успева да контролише и прикрије своје емоције, међутим, у ретким случајевима кад изгуби контролу над собом, у стању је да убије све који су у близини.
Његова вештина с магијом може се упоредити само са Албусом Дамблдором, и он је једина особа које се плашио. Волдемор је означен као најмоћнији мрачни чаробњак у 20. веку и један од најмоћнијих у историји. Врло је вешт легилименс (може да продре у ум других људи) и зато готово увек зна кад га неко лаже. Једина особа која се помиње да га је преварила је Северус Снејп. Такође је немушт, тј. може да прича са змијама. Може да лети без метле или икаквог ослонца. Себе без проблема може да учини невидљивим. Његова вештина у магији показује се у начину на који је заштитио неке хоркруксе (највише Слитеринов медаљон). Упућен је у најмрачније врсте магије, као на пример у напитак који му је вратио тело. Волдеморов штапић је направљен од тисовине са сржи од фениксовог пера, и био је дугачак 13 и по инча (око 34 центиметара).

## Транскрипција и изговор имена
- Према интервјуу који је Роулингова дала, име „Voldemort“ се изговара без слова „т“ на крају, као у француском језику. У прве четири аудио-књиге, име је изговарано на овај начин. Ипак, у филмским екранизацијама романа о Харију Потеру, Волдеморово име је изговарано са словом „т“ на крају, тако да је у аудио-књигама које су уследиле име изговарано на начин на који је то рађено у филмовима о Харију Потеру.
- У старијим српским преводима романа о Харију Потеру, Волдеморово средње име било је Марволо. У каснијим преводима промењено је у Мерволодомос да би се анаграм очувао и у нашем језику (Том Мерволодомос Ридл - Ја сам Лорд Волдемор).

## Филм
- У првом филму серијала, Хари Потер и Камен мудрости, Волдемора у флешбеку игра глумац Ричард Бремер, мада му се лице не види и ништа не изговара. Када се Хари сретне са њим на крају филма, као друго лице професора Квирела, глас му даје Ијан Харт (Квирел).
- У другом делу, Хари Потер и Дворана тајни, младог Волдемора (Тома Ридла) глуми Кристијан Кулсон.
- Глумац Рејф Фајнс портретисао је Волдемора након што је повратио своје тело у филмовима Хари Потер и Ватрени пехар, Хари Потер и Ред Феникса, Хари Потер и Полукрвни Принц (с тим што се у овом филму не појављује одрасли Волдемор, већ се користи само један исечак из претходног филма), Хари Потер и реликвије Смрти: Први део и Хари Потер и реликвије Смрти: Други део.
- Волдемора као дечака и тинејџера у филму Хари Потер и Полукрвни Принц тумаче, редом, Херо Фајнс-Тифин и Френк Дилан.